# Les Lilas

Położenie Les Lilas w ramach aglomeracji paryskiej

Les Lilas – miejscowość i gmina we Francji, w regionie Île-de-France, w departamencie Sekwana-Saint-Denis.
Według danych na rok 1990 gminę zamieszkiwało 20 118 osób, a gęstość zaludnienia wynosiła 15 967 osób/km² (wśród 1287 gmin regionu Île-de-France Les Lilas plasuje się na 142. miejscu pod względem liczby ludności, natomiast pod względem powierzchni na miejscu 884.).